# Wólka Nadbużna (województwo mazowieckie)
Wólka Nadbużna – wieś w Polsce, położona w województwie mazowieckim, w powiecie sokołowskim, w gminie Ceranów. Ma status sołectwa. Leży na lewym brzegu Bugu.
| SIMC    | Nazwa   | Rodzaj    |
| ------- | ------- | --------- |
| 0669795 | Groble  | część wsi |
| 0669803 | Rosomak | część wsi |

W latach 1975–1998 miejscowość należała administracyjnie do województwa siedleckiego.
Mieszkańcy wyznania rzymskokatolickiego należą do parafii Niepokalanego Poczęcia NMP w Ceranowie.